# Luis Villar Pérez
Luis Villar Pérez ( Casinos, Valencia, España; 1 de junio de 1946) es un doctor en biología (botánico) español, por la Universidad de Barcelona. 
Desde 1990 es Investigador Científico del Consejo Superior de Investigaciones Científicas (CSIC), en el Instituto Pirenaico de Ecología CSIC (IPE-CSIC) con sede en Jaca, Huesca. Dos de sus obras botánicas más relevantes son, la monografía sobre flora pirenaica, Atlas de la Flora del Pirineo Aragonés y Plantas medicinales del Pirineo aragonés y demás tierras oscenses. Académico Correspondiente de la Real Academia de Ciencias Exactas, Físicas, Químicas y Naturales de Zaragoza.
Sus estudios botánicos se han centrado en la cordillera pirenaica. Sus campos de interés dentro de la Botánica se han desarrollado en disciplinas como la florística y taxonomía de las plantas vasculares, la geobotánica (corología, cartografía de la vegetación, fitosociología), la etnobotánica, la toponimia relacionada con las plantas (fitotoponimia), y en los últimos 15 años en el estudio del efecto del calentamiento global en la flora de alta montaña (GLORIA (proyecto de investigación)).
Durante más de 25 años ha organizado cursos de botánica de campo sobre la flora y la vegetación del Pirineo.

## Formación
Licenciado en Ciencias Biológicas por la Universidad de Barcelona, en junio de 1969, donde fue discípulo de dos de los botánicos españoles más importantes del siglo XX, Oriol de Bolòs y Josep Vigo Bonada. En 1968 tiene su primer contacto botánico con el Pirineo al ser alumno del Curso de Ecología del Pirineo que se celebra en el Centro Pirenaico de Biología Experimental CSIC de Jaca (CPBE-CSIC), Huesca. Fue profesor Interino de Ciencias Naturales en el Instituto Nacional de Bachillerato de Almansa, Albacete, en el curso 1969-70. Fue becario del Plan Formación Personal Investigador en el CPBE-CSIC de Jaca entre 1970 y 1974.

## Etapa científica
Doctor en Biología (Botánica) por la Universidad de Barcelona, en junio de 1978 por su tesis Flora y vegetación del Pirineo Occidental, cuyo director y mentor fue Pedro Montserrat Recoder. En el CSIC comenzó su actividad como Colaborador Científico en Centro Pirenaico de Biología Experimental-CSIC de Jaca, 1974-1989. Desde 1990 hasta 2016 es Investigador Científico del CSIC en el Instituto Pirenaico de Ecología-CSIC de Jaca (Huesca). Desde 1986 es Director del Herbario JACA (IPE-CSIC). Fue Jefe de la Unidad de Geobotánica del citado Instituto entre 1986 y 1990. Fue Vicedirector de este instituto entre 1994 y 2005.

## Honores
- Prix GAUSSEN 1986, otorgado por la Académie des Sciences et Belles Lettres de Toulouse (Francia), por el libro "La vegetación del Pirineo occidental. Estudio de Geobotánica ecológica".
- Miembro del Consejo Científico del Parc National des Pyrénées (Tarbes, Francia), desde 1997 a 2016.
- Miembro del Comité Científico del Conservatoire Botanique Pyrénéen (Francia), desde 2001.
- Académico Correspondiente de la Real Academia de Ciencias Exactas, Físicas, Químicas y Naturales de Zaragoza desde el 9 de mayo de 2002. Su discurso de ingreso se tituló Los saberes científico y popular en torno a las plantas del Pirineo Aragonés. Un ejemplo de biodiversidad cultural, publicado en el nº 23 de las Monografías de dicha Academia (2003).

## Tesis Doctorales dirigidas
- Título: Formaciones pascícolas supraforestales en la Reserva de Biosfera Ordesa-Viñamala (codirección)

Doctorando: Miguel Arbella León
Universidad Complutense de Madrid
Facultad de Biología
Fecha: 1988.
- Título: Estudios ecológicos sobre los prados de siega del Pirineo central español: Composición florística, producción y calidad

Doctorando: Cristina Chocarro Gómez
Universidad de Navarra
Facultad de Ciencias
Fecha: 1990.
- Título: Biología reproductiva y ecología de plantas endémicas relictas de los Pirineos

Doctorando: María Begoña García González
Universidad de Navarra
Facultad de Ciencias
Fecha: 1993.
- Título: Estudios ecofisiológicos sobre Pinus uncinata Mill. en el límite superior de la especie (codirección)

Doctorando: Eustaquio Gil Pelegrín
Universidad Autónoma de Madrid
Facultad de Biológicas
Fecha: 1993.
- Título: Biología reproductiva y demografía de Thalictrum macrocarpum (Ranunculaceae) (codirección)

Doctorando: David Guzmán Otano
Universidad Autónoma de Madrid
Facultad de Ciencias
Fecha: 2002.
- Título: Flora y vegetación del Parque Nacional de Ordesa y Monte Perdido (Sobrarbe, Pirineo Aragonés). Bases científicas para su gestión sostenible

Doctorando: José Luis Benito Alonso
Universidad de Barcelona
Facultad de Biología
Fecha: 2005
Nota: Sobresaliente cum laude, Premio Extraordinario de Doctorado y XXI Premio de Investigación Botánica 'Pius Font i Quer', 2005 del Institut d'Estudis Illerdencs.

## ProyectoFlora ibérica
Ha participado en la gestación (1980) y puesta en marcha (1982) de Flora ibérica, el más ambicioso proyecto de catalogación de la flora vascular de la península ibérica e Islas Baleares, en el todavía que participa activamente. 
Listado de los géneros en los que Luis Villar ha participado en calidad de autor o coautor:a
- Actaea (XXXVI. RANUNCULACEAE. Tomo 1)
- Adenostyles (CLIX. COMPOSITAE. Tomo 16)
- Aegopodium (CXXIX. UMBELLIFERAE. Tomo 10)
- Aethusa (CXXIX. UMBELLIFERAE. Tomo 10)
- Anethum (CXXIX. UMBELLIFERAE. Tomo 10)
- Arbutus (LXXIV. ERICACEAE. Tomo 4)
- Arctostaphylos (LXXIV. ERICACEAE. Tomo 4)
- Armoracia (LXXII. CRUCIFERAE. Tomo 4)
- Arnica (CLIX. COMPOSITAE. Tomo 16)
- Asterolinon (LXXX. PRIMULACEAE. Tomo 5)
- Calluna (LXXIV. ERICACEAE. Tomo 4)
- Caltha (XXXVI. RANUNCULACEAE. Tomo 1)
- Corema (LXXV. EMPETRACEAE. Tomo 4)
- Coriandrum (CXXIX. UMBELLIFERAE. Tomo 10)
- Coriaria (CXVII. CORIARIACEAE. Tomo 9)
- Cynomorium (CIII. CYNOMORIACEAE. Tomo 8)
- Cytinus (CIV. RAFFLESIACEAE. Tomo 8)
- Dethawia (CXXIX. UMBELLIFERAE. Tomo 10)
- Diphasiastrum (I. LYCOPODIACEAE. Tomo 1)
- Empetrum (LXXV. EMPETRACEAE. Tomo 4)
- Endressia (CXXIX. UMBELLIFERAE. Tomo 10)
- Eriophorum (CLXXIII. CYPERACEAE. Tomo 18)
- Homogyne (CLIX. COMPOSITAE. Tomo 16)
- Horminum (CXL. LABIATAE. Tomo 12)
- Huperzia (I. LYCOPODIACEAE. Tomo 1)
- Isopyrum (XXXVI. RANUNCULACEAE. Tomo 1)
- Kobresia (CLXXIII. CYPERACEAE. Tomo 18)
- Laurus (XXXII. LAURACEAE. Tomo 1)
- Ligularia (CLIX. COMPOSITAE. Tomo 16)
- Loiseleuria (LXXIV. ERICACEAE. Tomo 4)
- Lycopodiella (I. LYCOPODIACEAE. Tomo 1)
- Lycopodium (I. LYCOPODIACEAE. Tomo 1)
- Lysimachia (LXXX. PRIMULACEAE. Tomo 5)
- Meconopsis (XXXVIII. PAPAVERACEAE. Tomo 1)
- Meum (CXXIX. UMBELLIFERAE. Tomo 10)
- Molopospermum (CXXIX. UMBELLIFERAE. Tomo 10)
- Myricaria (LXVII. TAMARICACEAE. Tomo 3)
- Myrrhis (CXXIX. UMBELLIFERAE. Tomo 10)
- Opopanax (CXXIX. UMBELLIFERAE. Tomo 10)
- Oxyria (LIV. POLYGONACEAE. Tomo 2)
- Petasites (CLIX. COMPOSITAE. Tomo 16)
- Petrocallis (LXXII. CRUCIFERAE. Tomo 4)
- Phyllodoce (LXXIV. ERICACEAE. Tomo 4)
- Polygonum (LIV. POLYGONACEAE. Tomo 2)
- Samolus (LXXX. PRIMULACEAE. Tomo 5)
- Saponaria (XLIX. CARYOPHYLLACEAE. Tomo 2)
- Scutellaria (CXL. LABIATAE. Tomo 12)
- Trichophorum (CLXXIII. CYPERACEAE. Tomo 18)
- Trollius (XXXVI. RANUNCULACEAE. Tomo 1)
- Vaccaria (XLIX. CARYOPHYLLACEAE. Tomo 2)
- Vaccinium (LXXIV. ERICACEAE. Tomo 4)
- Velezia (XLIX. CARYOPHYLLACEAE. Tomo 2)
- Woodsia (XXI. WOODSIACEAE. Tomo 1)
- Xatardia (CXXIX. UMBELLIFERAE. Tomo 10)

## Epónimo
Le han dedicado los siguientes taxones de flora vascular:
- Narcissus × aloysii-villarii Fern. Casas, Fontqueria 11: 19. (1986)
- Alchemilla villarii S.E. Fröhner, Anales Jard. Bot. Madrid 50(2): 192. 1992
- Hieracium aloysii-villaris Mateo, Flora Montiber. 26: 62. 2004

Ha descrito, los siguientes taxones de flora vascular:
- Asteraceae Cirsium × vivantii L.Villar, Segarra, J.López, Pérez-Coll. & Catalán -- Bot. J. Linn. Soc. 154(3): 430 (421-434; fig. 2, map). 2007 [9 Jul 2007]
- Dioscoreaceae Dioscorea biloba (Phil.) Caddick & Wilkin subsp. coquimbana Viruel, Segarra & L.Villar -- Syst. Bot. 35(1): 58 (57; figs. 9, 12). 2010 [23 Feb 2010]
- Gentianaceae Gentiana verna L. var. willkommiana P.Monts. & L.Villar -- Doc. Phytosoc. 914: 214. 1975 (IK)
- Globulariaceae Globularia × losae L.Villar, J.A.Sesé & Ferrández -- Collect. Bot. (Barcelona) 23: 139. 1998 [1997 publ. 1998]
- Poaceae Arrhenatherum elatius (L.) P.Beauv. ex J.Presl & C.Presl subsp. braun-blanquetii P.Monts. & L.Villar -- Doc. Phytosoc. 78: 13. 1974
- Polygalaceae Polygala alpina Songeon & E.P.Perrier var. ansotana P.Monts. & L.Villar -- Doc. Phytosoc. 914: 213. 1975
- Polygonaceae Polygonum romanum Jacq. subsp. balearicum Raffaelli & L.Villar -- Collect. Bot. (Barcelona) 17(1): 50. 1988 [1987 publ. Ene 1988]
- Polygonaceae Polygonum viviparum L. var. ramiflora L.Villar -- Anales Jard. Bot. Madrid 44(1): 185. 1987
- Rubiaceae Asperula cynanchica L. var. ansotana P.Monts. & L.Villar -- Doc. Phytosoc. 914: 213. 1975
- Saxifragaceae Saxifraga × recoderi Fern.Areces, L.Villar & T.E.Díaz -- Doc. Ecol. Pyrén. 5(1988): 201
- Scrophulariaceae Scrophularia crithmifolia Boiss. subsp. burundana L.Villar -- Doc. Phytosoc. 78: 15. 1974
- Violaceae Viola rupestris F.W.Schmidt subsp. orioli-bolosii Molero, L.Sáez & L.Villar -- Acta Bot. Barcinon. 45: 376 (1998)

Ha recombinado:
- Dioscoreaceae Dioscorea humilis Bertero subsp. polyanthes (F.Phil.) Viruel, Segarra & L.Villar -- Syst. Bot. 35(1): 60. 2010 [23 Feb 2010]
- Polygonaceae Polygonum romanum Jacq. subsp. gallicum (Raffaelli) Raffaelli & L.Villar -- Collect. Bot. (Barcelona) 17(1): 50. 1988 [1987 publ. Ene 1988]
- Rubiaceae Asperula pyrenaica L. var. ansotana (P.Monts. & L.Villar) L.Villar -- in Homenaje Pedro Montserrat (Monogr. Inst. Pirenaico Ecol. (Jaca), 4) 379 (1988)

- La abreviatura «L.Villar» se emplea para indicar a Luis Villar Pérez como autoridad en la descripción y clasificación científica de los vegetales.[3]